# Tutu Atwell
Chatarius „Tutu“ Atwell Jr. (geboren am 7. Oktober 1999 in Miami, Florida) ist ein US-amerikanischer American-Football-Spieler auf der Position des Wide Receivers. Er spielte College Football für die University of Louisville. Im NFL Draft 2021 wurde Atwell in der zweiten Runde von den Los Angeles Rams ausgewählt.

## Highschool und College
Atwell besuchte die Miami Northwestern High School in seiner Heimatstadt Miami, Florida und spielte dort American Football als Quarterback. Er wurde als South Florida Player of the Year ausgezeichnet. Ab 2018 ging er auf die University of Louisville und spielte College Football für die Louisville Cardinals. Am College wechselte er auf die Position des Wide Receivers und kam in seiner ersten Saison für Louisville in allen Spielen zum Einsatz. Dabei fing er 24 Pässe für 406 Yards und zwei Touchdowns. In der Saison 2019 war Atwell Stammspieler und stellte mit 1276 Yards Raumgewinn einen neuen Schulrekord auf, zudem auch den Bestwert in der Atlantic Coast Conference (ACC) in dieser Saison. Ihm gelangen 12 Touchdowns. Atwell wurde in das All-Star-Team der ACC 2019 gewählt. In der Saison 2020 konnte er in zehn Spielen 46 Pässe für 625 Yards und sieben Touchdowns fangen. Vor dem letzten Spiel der Saison, in dem er verletzungsbedingt nicht spielen konnte, gab Atwell seine Anmeldung für den folgenden NFL Draft bekannt.

## NFL
Atwell wurde im NFL Draft 2021 in der zweiten Runde an 57. Stelle von den Los Angeles Rams ausgewählt. Mit einem für einen NFL-Spieler ungewöhnlich niedrigen Gewicht von 155 Pfund (ca. 70 Kilogramm) an seinem Pro Day war Atwell der leichteste in einem Draft ausgewählte Spieler seit mindestens 2006. In seiner Rookiesaison wurde Atwell überwiegend als Kick Returner und als Punt Returner eingesetzt. Am achten Spieltag verletzte er sich im Spiel gegen die Houston Texans an der Schulter und fiel daher für den Rest der Saison aus. Ohne ihn gewannen die Rams den Super Bowl LVI gegen die Cincinnati Bengals mit 23:20.
In der Saison 2022 sah Atwell durch Verletzungen anderer Wide Receiver in der zweiten Saisonhälfte wesentlich mehr Spielzeit in der Offense. Seinen ersten Pass fing er am fünften Spieltag und erzielte dabei 54 Yards Raumgewinn, seinen nächsten Catch verzeichnete er am elften Spieltag gegen die New Orleans Saints mit einem 62-Yards-Touchdown. In den folgenden Spielen wurde Atwell vielfältiger eingesetzt als nur mit seiner Geschwindigkeit, insgesamt fing er 18 Pässe für 298 Yards und einen Touchdown, zudem absolvierte er neun Läufe für 34 Yards und einen weiteren Touchdown.
Atwell nahm zu Beginn seiner dritten Saison in der NFL eine größere Rolle in der Offense der Rams ein und fing in den ersten vier Spielen 22 Pässe für 270 Yards und einen Touchdown. Daran konnte er allerdings in den folgenden Spielen nicht anknüpfen und verlor hinter Cooper Kupp und Puka Nacua seine Rolle als Starter an Demarcus Robinson. Bis zum sportlich für die Rams bedeutungslosen Saisonfinale der Regular Season, in dem Atwell spielte, da die Stammspieler geschont wurden, kam er in den vorigen sechs Spielen nur selten zum Einsatz. Er beendete die Regular Season mit 39 gefangenen Pässen für 483 Yards und drei Touchdowns. Bei der Play-off-Niederlage gegen die Detroit Lions sah er kaum Einsatzzeit, fing aber einen 38-Yards-Touchdownpass.
In der Saison 2024 kam Atwell vor allem während der verletzungsbedingten Ausfälle von Kupp und Nacua zwischen dem dritten und siebten Spieltag zum Einsatz. Mit 42 gefangenen Pässen für 562 Yards spielte er seine bis dahin erfolgreichste Saison. Im März 2025 unterschrieb Atwell mit dem Ablauf seines Rookievertrags einen neuen Einjahresvertrag im Wert von zehn Millionen US-Dollar bei den Rams.

### NFL-Statistiken
| 2021                               | Los Angeles Rams | 8  | 0  | 0  | 0    | –    | 0  | 0 | 1 | 0 |
| 2022                               | Los Angeles Rams | 13 | 4  | 18 | 298  | 16,6 | 62 | 1 | 0 | 0 |
| 2023                               | Los Angeles Rams | 16 | 14 | 39 | 483  | 12,4 | 44 | 3 | 1 | 0 |
| 2024                               | Los Angeles Rams | 17 | 5  | 42 | 562  | 13,4 | 50 | 0 | 1 | 0 |
| Total                              | Total            | 54 | 23 | 99 | 1343 | 13,6 | 62 | 4 | 1 | 0 |
| Quelle: pro-football-reference.com |                  |    |    |    |      |      |    |   |   |   |

## Persönliches
Atwells Vater Tutu Atwell Sr. spielte ebenfalls Football als Wide Receiver. Er war von 1994 bis 1997 am College für die Minnesota Golden Gophers aktiv und hielt bis 2008 den Rekord für die meisten Receiving-Yards in Minnesota. Er wurde 1998 als Undrafted Free Agent unter Vertrag genommen und war in der Saisonvorbereitung für die Detroit Lions und die Indianapolis Colts aktiv, allerdings endete seine NFL-Karriere mit einem Achillessehnenriss im letzten Spiel der Preseason, ohne dass er es in den Kader für die Regular Season schaffte. Atwell Jr. ist mit dem Quarterback Teddy Bridgewater, der vor ihm die gleiche Highschool und das gleiche College besucht hatte, befreundet und sieht ihn als seinen Mentor.